# Рибацьке (залізнична станція)
Риба́цьке (рос. Рыбацкое) — проміжна залізнична станція 3-го класу на електрифікованій лінії Санкт-Петербург-Головний — Волховстрой I. Розташована у Невському районі Санкт-Петербурга, в однойменному історичному районі. 

## Пасажирські платформи
Пересадкова на станцію метро  «Рибацьке».
На станції облаштовані одна бічна платформа і одна острівна, що сполучаються між собою надземним пішохідним мостом. Ще одна платформа — острівна (нині недіюча; на неї веде закритий вихід з підземного переходу до станції метро  «Рибацьке»).

## Колійний розвиток

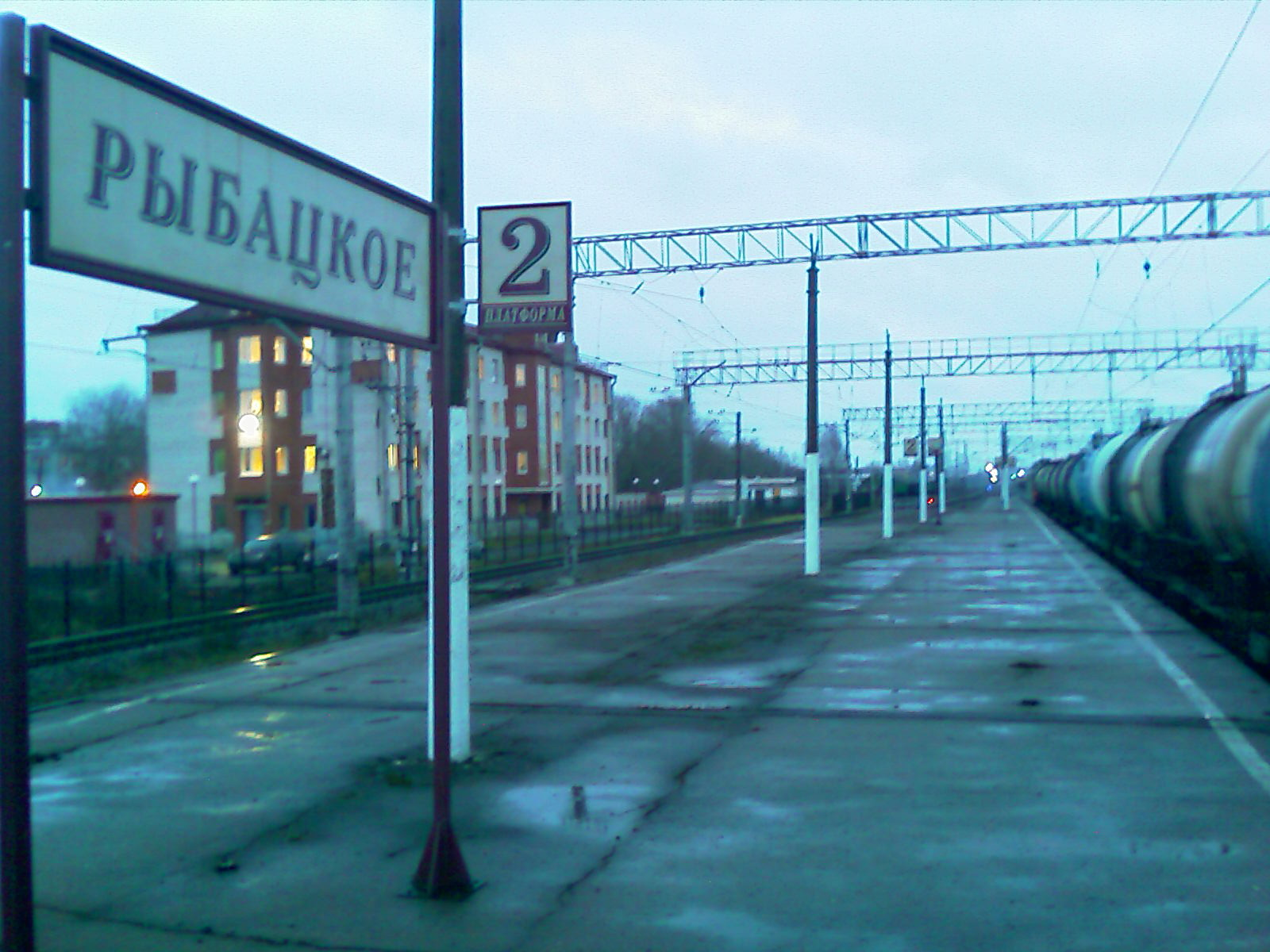

Одноколійний перегін до станції Купчинська (початок вантажної південної портової залізниці), чотириколійний перегін до станції Санкт-Петербург-Сортувальний-Московський (дві колії до парку Обухово, дві до другого парку), чотириколійний перегін до станції Іжори. Раніше існував одноколійний перегін до станції Слов'янка, який нині не використовується і функціонує як під'їзна колія.

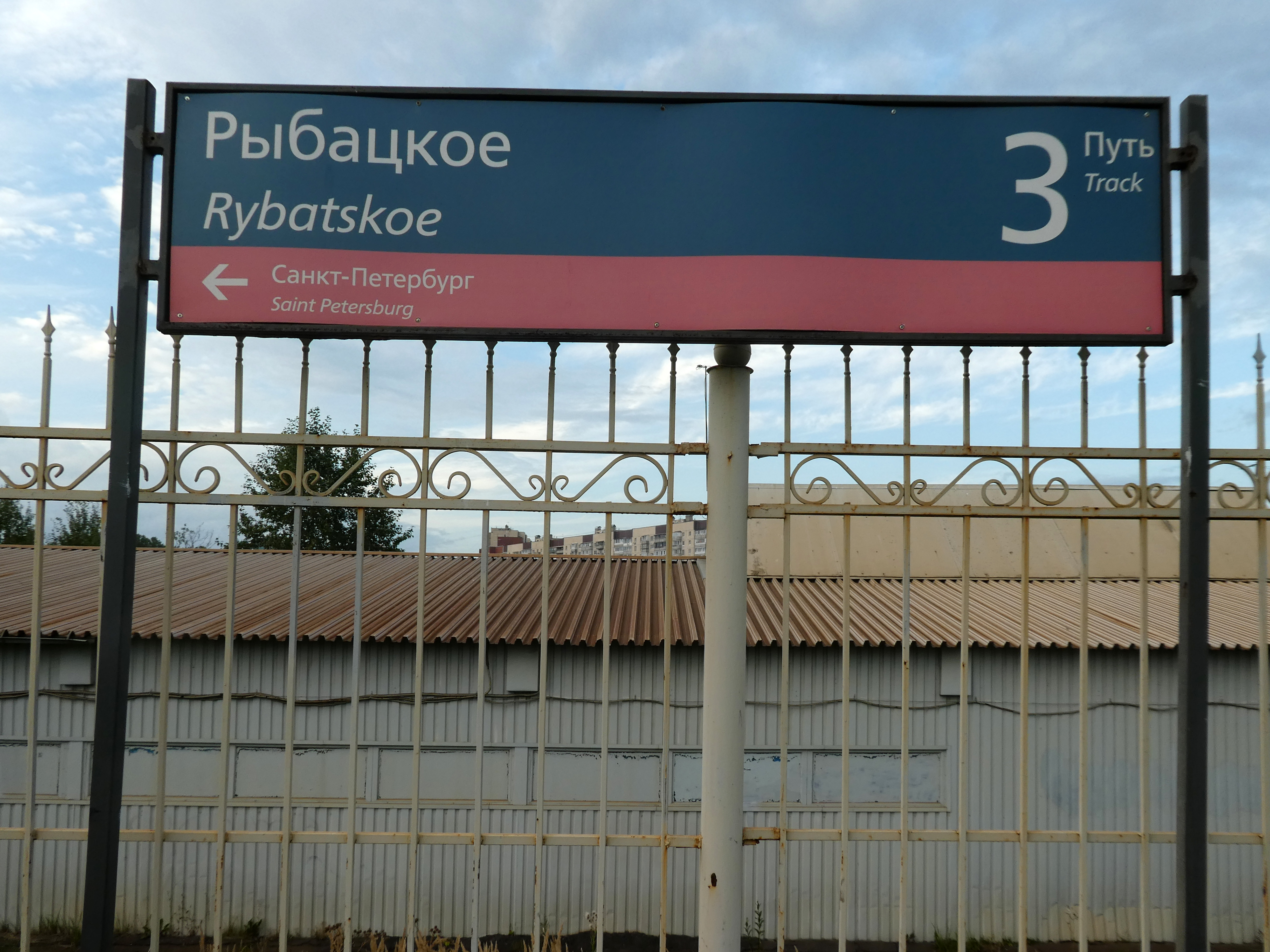

На станції існує гейт до електродепо метрополітену «Невське» (колія до Слов'янки прямує по шляхопроводу над депо) і три під'їзні колії до промислових підприємств).
Всього на станції 23 колії, з яких 4 головні, 5 приймально-відправні. Решта використовуються у маневровій роботі.